# 10000
10000（一万、一萬、いちまん、よろず、よろづ）は、自然数または整数において、9999の次で10001の前の数である。

## 性質
- 10000は合成数であり、約数は1, 2, 4, 5, 8, 10, 16, 20, 25, 40, 50, 80, 100, 125, 200, 250, 400, 500, 625, 1000, 1250, 2000, 2500, 5000, 10000である。
  - 約数の和は24211。
  - 約数の和が奇数になる170番目の数である。1つ前は9801、次は10082。
  - 約数を25個もつ2番目の数である。1つ前は1296、次は38416。
- 100番目の平方数である。1つ前は9801、次は10201。
  - n = 2 のときの 100n の値とみたとき1つ前は100、次は1000000。
- 10000 = (2 × 50)2
  - n = 50 のときの (2n)2 の値とみたとき1つ前は9604、次は10404。(オンライン整数列大辞典の数列 A016742)
- 10000 = (4 × 25)2
  - n = 25 のときの (4n)2 の値とみたとき1つ前は9216、次は10816。(オンライン整数列大辞典の数列 A016802)
- 10000 = (5 × 20)2
  - n = 20 のときの (5n)2 の値とみたとき1つ前は9025、次は11025。(オンライン整数列大辞典の数列 A016850)
- 自身の数の並びを変えないで区切った2つの数の和の平方が自身になる7番目の数である。1つ前は9801、次は88209。(オンライン整数列大辞典の数列 A102766)
- 10000 = 104
  - 10番目の4乗数 (二重平方数) である。1つ前は6561、次は14641。(オンライン整数列大辞典の数列 A000583)
  - n = 4 のときの 10n の値とみたとき1つ前は1000、次は100000。
- 10000 = (2 × 5)4
  - n = 5 のときの (2n)4 の値とみたとき1つ前は4096、次は20736。(オンライン整数列大辞典の数列 A016744)
  - n = 2 のときの (5n)4 の値とみたとき1つ前は625、次は50625。(オンライン整数列大辞典の数列 A016852)
- 10000 = 10 × 103
  - n = 10 のときの 10n 3 の値とみたとき1つ前は7290、次は13310。(オンライン整数列大辞典の数列 A244729)
- 1538番目のハーシャッド数である。1つ前は9990、次は10002。
  - 1を基とする5番目のハーシャッド数である。1つ前は1000、次は100000。
  - 平方数がハーシャッド数になる35番目の数である。1つ前は9216、次は10404。
  - 4乗数がハーシャッド数になる6番目の数である。1つ前は2401、次は20736。
- 1/10000 = 0.0001
  - 逆数が有限小数になる47番目の数である。1つ前は8192、次は10240。(オンライン整数列大辞典の数列 A003592)
  - 割合にすると0.01% (100ppm) である。
- 約数の和が10000になる数は2個ある。(8743, 9481) 約数の和2個で表せる455番目の数である。1つ前は9968、次は10038。

## その他 10000 に関連すること
- 10000の接頭辞：ミリア（ギリシャ語）
- 日本語では、大きな数を表現するときに10000倍ごとに数詞を変える万進が用いられる。
- 万歳
- 万馬券
- 「数が多い」という意味で用いる。
  - 万屋（よろずや）
  - 八百万（やおよろず）の神
  - 万歩計
  - 万華鏡
  - 万国旗
  - 万年筆
  - 万葉集
  - 万国博覧会
  - 風邪は万病のもと
  - 鶴は千年、亀は万年
  - 一粒万倍日
- 2024年現在、日本銀行券の最高額は一万円紙幣である。
- サントリー1万人の第九毎年12月に大阪城ホールで開催のベートーヴェンの交響曲第9番を含むコンサート
- 10000 DAYSは、globeのメモリアルベストBOX。
- 鉄道会社では、10000系という形式の車両を所有している会社が多い。
- 日本などでは、10000（4桁ごと）が単位の区切りとなっている。万、億、兆、京、垓、……（→命数法）
- {\displaystyle {\tfrac {1}{10000}}}（10000分の1）は 1 糸（し）
- 10000メートル競走、10000メートル競歩はともに陸上競技種目の一つ。
- 10000m2 = 1ha
- 10000cm2 = 1m2
- Jリーグ（J1）の通算10000ゴールはガンバ大阪の前田雅文が達成した。

## 10001 から 19999 までの整数

### 10001 から 11000 までの整数
- 10001 - 73 × 137。これにより、4桁の数を2つ並べた数を作ると、必ず73でも137でも割りきれる数となる。
- 10007 - 安全素数
- 10033 - ヴィデオによる連続番組ロンリーガールフィフティーンの架空のキャラクター
- 10061 - ソフィー・ジェルマン素数
- 10079 - 安全素数、スーパー素数
- 10080 - 高度合成数
- 10091 - ソフィー・ジェルマン素数
- 10103 - 安全素数
- 10163 - ソフィー・ジェルマン素数かつ安全素数 (29番目)
- 10201 - 回文平方数[1]。どんな N > 2 に対する N 進法で10201と表記しても、10201は必ず回文平方数になる。これは {\displaystyle N^{4}+2\times N^{2}+1=(N^{2}+1)^{2}} が成り立つため
- 10206 - 126 × 81、五角錐数[2]
- 10223 - シェルピンスキーの問題において、Seventeen or Bustプロジェクトにより発見された6個の数のうち最小のもの
- 10240 - 211 × 5
- 10253 - ソフィー・ジェルマン素数
- 10271 - ソフィー・ジェルマン素数
- 10301 - 十進法における回文素数[3]
- 10313 - ソフィー・ジェルマン素数
- 10331 - ソフィー・ジェルマン素数
- 10333 - 六芒星数の素数[4]
- 10343 - 安全素数
- 10368 - 27 × 34。素因数分解形が 2i × 3j になる数で、10000 に最も近い。1つ前は9216、次は11664。同じく、1000に最も近い数は972（22×35）、100000に最も近い数は104976（24×38）。
- 10395 - 1 × 3 × 5 × 7 × 9 × 11 = 11 !!
- 10404 = 1022 、どんな N > 4 に対する N 進法で10404と表記しても、10404は必ず平方数となる。{\displaystyle N^{4}+4\times N^{2}+4=(N^{2}+2)^{2}} が成り立つため
- 10416 - 四角錐数[5]
- 10425 - 八面体数[6]
- 10430 - 不思議数[7]
- 10463 - 安全素数
- 10501 - 十進法における回文素数[3]
- 10529 - ソフィー・ジェルマン素数
- 10559 - 安全素数、スーパー素数
- 10570 - 不思議数[7]
- 10585 - カーマイケル数[8]
- 10589 - ソフィー・ジェルマン素数、スーパー素数
- 10601 - 回文素数[3]
- 10607 - 安全素数
- 10609 - トリボナッチ数[9]、どんな N > 9 に対する N 進法で10609と表記しても、10609は必ず平方数となる。{\displaystyle N^{4}+6\times N^{2}+9=(N^{2}+3)^{2}} が成り立つため
- 10613 - ソフィー・ジェルマン素数
- 10646 - ISO 10646
- 10648 = 223
- 10660 - 三角錐数[10]
- 10667 - 安全素数
- 10671 - テトラナッチ数[11]
- 10691 - ソフィー・ジェルマン素数
- 10709 - ソフィー・ジェルマン素数
- 10733 - ソフィー・ジェルマン素数
- 10744 - 友愛数(10744, 10856)[12]
- 10781 - ソフィー・ジェルマン素数
- 10792 - 不思議数[7]
- 10799 - ソフィー・ジェルマン素数かつ安全素数 (30番目)
- 10800 - 高度合成数。16と25と27の最小公倍数。
- 10816 = 1042
- 10837 - 六芒星数の素数[4]
- 10856 - 友愛数(10744, 10856)[12]
- 10883 - ソフィー・ジェルマン素数かつ安全素数 (31番目)
- 10887 - 最初から70個の素数の和
- 10946 - フィボナッチ数[13]、マルコフ数[14]
- 10969 - 日本のロックバンド・ONE OK ROCKの所属事務所
- 10989 - 9を掛けると逆になる数[15](10989 × 9 = 98901)
- 10990 - 不思議数[7]

### 11001 から 12000 までの整数
- 11003 - 安全素数
- 11025 = 1052 = 13 + 23 + 33 + … + 143 、1から14の整数の3乗の和[16]
- 11111 - レピュニット
- 11171 - ソフィー・ジェルマン素数
- 11279 - 安全素数
- 11311 - 十進法における回文素数[3]
- 11321 - ソフィー・ジェルマン素数
- 11353 - 六芒星数の素数[4]
- 11368 - 五角錐数[2]
- 11369 - ソフィー・ジェルマン素数、スーパー素数
- 11393 - ソフィー・ジェルマン素数
- 11410 - 不思議数[7]
- 11411 - 十進法における回文素数[3]
- 11423 - 安全素数
- 11440 - 四角錐数[5]
- 11471 - ソフィー・ジェルマン素数
- 11480 - 三角錐数[10]
- 11483 - 安全素数
- 11519 - ソフィー・ジェルマン素数
- 11549 - ソフィー・ジェルマン素数
- 11579 - ソフィー・ジェルマン素数
- 11664 = 1082、24×36、素因数分解形が 2i × 3j の数、1つ前は10368、次は12288。
- 11690 - 不思議数[7]
- 11699 - ソフィー・ジェルマン素数かつ安全素数 (32番目)
- 11726 - 八面体数[6]
- 11783 - ソフィー・ジェルマン素数
- 11801 - ソフィー・ジェルマン素数
- 11807 - 安全素数
- 11813 - ソフィー・ジェルマン素数
- 11826 - 十進法において、その2乗が、0を使わないパンデジタル数になる最小の数[17](118262 = 139854276)
- 11831 - ソフィー・ジェルマン素数
- 11909 - ソフィー・ジェルマン素数、スーパー素数

### 12001 から 13000 までの整数
- 12011 - ソフィー・ジェルマン素数
- 12041 - ソフィー・ジェルマン素数
- 12101 - ソフィー・ジェルマン素数
- 12107 - 安全素数
- 12110 - 不思議数[7]
- 12119 - ソフィー・ジェルマン素数
- 12167 = 233
- 12203 - ソフィー・ジェルマン素数かつ安全素数 (33番目) 、スーパー素数
- 12227 - 安全素数
- 12263 - ソフィー・ジェルマン素数かつ安全素数 (34番目)
- 12285 - 友愛数(12285, 14595)[12]
- 12287 - サービト数[18]
- 12321 = 1112、回文平方数[1]。どんな N > 3 に対する N 進法によって12321と表記しても、12321は必ず回文平方数となる。これは {\displaystyle (N^{2}+N+1)^{2}=N^{4}+2\times N^{3}+3\times N^{2}+2\times N+1} が成り立つため。
- 12329 - ソフィー・ジェルマン素数
- 12341 - 三角錐数[10]
- 12347 - 安全素数
- 12421 - 十進法における回文素数[3], スーパー素数
- 12527 - 安全素数
- 12529 - 四角錐数[5]
- 12530 - 不思議数[7]
- 12539 - 安全素数
- 12544 = 1122
- 12615 - 五角錐数[2]
- 12647 - 安全素数、スーパー素数
- 12653 - ソフィー・ジェルマン素数
- 12659 - 安全素数
- 12670 - 不思議数[7]
- 12671 - ソフィー・ジェルマン素数
- 12718 - 最初から75個の素数の和
- 12721 - 十進法における回文素数[3]
- 12726 - ルース＝アーロン・ペア
- 12758 - 異なる立方数の和として表すことができない最大の数
- 12769 = 1132、どんな N > 7 に対する N 進法によって12769と表記しても、12769は必ず回文平方数となる。これは {\displaystyle (N^{2}+N+3)^{2}=N^{4}+2\times N^{3}+7\times N^{2}+6\times N+9} が成り立つため。
- 12791 - ソフィー・ジェルマン素数
- 12821 - ソフィー・ジェルマン素数、十進法における回文素数[3]
- 12870 - 中心二項係数
- 12899 - ソフィー・ジェルマン素数かつ安全素数 (35番目)
- 12923 - ソフィー・ジェルマン素数
- 12959 - ソフィー・ジェルマン素数
- 12983 - 安全素数

### 13001 から 14000 までの整数
- 13001 - ソフィー・ジェルマン素数、13番目の四つ子素数 (13001, 13003, 13007, 13009)
- 13043 - 安全素数
- 13049 - ソフィー・ジェルマン素数
- 13103 - 安全素数
- 13127 - 安全素数
- 13131 - 八面体数[6]
- 13163 - 安全素数
- 13229 - ソフィー・ジェルマン素数
- 13244 - 三角錐数[10]
- 13313 - ソフィー・ジェルマン素数
- 13331 - 十進法における回文素数[3]、スーパー素数
- 13370 - 不思議数[7]
- 13451 - ソフィー・ジェルマン素数
- 13463 - ソフィー・ジェルマン素数
- 13510 - 不思議数[7]
- 13523 - 安全素数
- 13553 - ソフィー・ジェルマン素数
- 13579 - 奇数同士を並べた数。
- 13619 - ソフィー・ジェルマン素数
- 13649 - ソフィー・ジェルマン素数、スーパー素数
- 13685 - 四角錐数[5]
- 13763 - ソフィー・ジェルマン素数
- 13790 - 不思議数[7]
- 13799 - 安全素数
- 13824 - 立方数、243。29×33。
- 13831 - 十進法における回文素数[3]
- 13860 - ペル数[19]
- 13883 - ソフィー・ジェルマン素数
- 13901 - ソフィー・ジェルマン素数
- 13913 - ソフィー・ジェルマン素数
- 13930 - 不思議数[7]
- 13931 - 十進法における回文素数[3]
- 13950 - 五角錐数[2]
- 13967 - 安全素数

### 14001 から 15000 までの整数
- 14009 - ソフィー・ジェルマン素数
- 14081 - ソフィー・ジェルマン素数
- 14087 - 安全素数
- 14153 - ソフィー・ジェルマン素数
- 14159 - ソフィー・ジェルマン素数かつ安全素数 (36番目)
- 14190 - 三角錐数[10]
- 14200 - n = 12 のときのn-クイーン問題の解の数
- 14207 - 安全素数
- 14243 - 安全素数
- 14249 - ソフィー・ジェルマン素数
- 14303 - ソフィー・ジェルマン素数かつ安全素数 (37番目)
- 14321 - ソフィー・ジェルマン素数
- 14341 - 十進法における回文素数[3]
- 14387 - 安全素数
- 14400 = 1202 = 13 + 23 + 33 + … + 153、1から15の整数の3乗の和[16]
- 14423 - 安全素数
- 14489 - ソフィー・ジェルマン素数
- 14561 - ソフィー・ジェルマン素数
- 14621 - ソフィー・ジェルマン素数
- 14641 = 114 、四乗数[20][21] = 1212、回文平方数[1]、どんな N > 6 に対する N 進法で14641と表記しても、14641は必ず4乗数となる。これは {\displaystyle N^{4}+4\times N^{3}+6\times N^{2}+4\times N+1=(N+1)^{4}} が成り立つため
- 14644 - 八面体数
- 14669 - ソフィー・ジェルマン素数
- 14697 - 最初から80個の素数の和
- 14699 - ソフィー・ジェルマン素数かつ安全素数 (38番目)
- 14701 - マルコフ数[14]
- 14741 - ソフィー・ジェルマン素数、十進法における回文素数[3]
- 14770 - 不思議数[7]
- 14783 - ソフィー・ジェルマン素数、スーパー素数
- 14595 - 友愛数(12285, 14595)[12]
- 14831 - ソフィー・ジェルマン素数
- 14867 - 安全素数
- 14879 - ソフィー・ジェルマン素数
- 14884 = 1222、いかなる N > 8 に対する N 進法によって14884を表記しても、この14884は必ず平方数になる。それは {\displaystyle N^{4}+4\times N^{3}+8\times N^{2}+8\times N+4=(N^{2}+2\times N+2)^{2}} であるため
- 14910 - 四角錐数[5]
- 14939 - ソフィー・ジェルマン素数

### 15001 から 16000 までの整数
- 15083 - 安全素数
- 15101 - ソフィー・ジェルマン素数
- 15015 - 奇数最小の五素合成数
- 15120 - 高度合成数
- 15127 - リュカ数
- 15129 - 1232
- 15161 - ソフィー・ジェルマン素数
- 15173 - ソフィー・ジェルマン素数
- 15180 - 三角錐数[10]
- 15233 - ソフィー・ジェルマン素数
- 15269 - ソフィー・ジェルマン素数
- 15287 - 安全素数
- 15299 - 安全素数
- 15376 - 五角錐数[2]
- 15383 - 安全素数
- 15387 - ツァイゼル数[22]
- 15401 - ソフィー・ジェルマン素数
- 15451 - 十進法における回文素数[3]
- 15511 - モツキン数[23]
- 15551 - 十進法における回文素数[3]
- 15569 - ソフィー・ジェルマン素数
- 15610 - 不思議数[7]
- 15625 = 56 = 253 = 1252 、六乗数[24][25]、立方数[26] 。5nとみたとき1つ前は3125、次は78125。n6とみたとき1つ前は4096、次は46656。
- 15641, 15643, 15647, 15649 - 14番目の四つ子素数
- 15647 - 安全素数
- 15683 - 安全素数
- 15731, 15733, 15737, 15739 - 15番目の四つ子素数
- 15767 - 安全素数
- 15773 - ソフィー・ジェルマン素数
- 15791 - ソフィー・ジェルマン素数
- 15803 - ソフィー・ジェルマン素数かつ安全素数 (39番目)
- 15841 - カーマイケル数[8]
- 15876 - 1262
- 15890 - 不思議数[7]
- 15923 - ソフィー・ジェルマン素数

### 16001 から 17000 までの整数
- 16001 - ソフィー・ジェルマン素数
- 16030 - 不思議数[7]
- 16061 - 十進法における回文素数[3]
- 16061, 16063, 16067, 16069 - 16番目の四つ子素数
- 16091 - ソフィー・ジェルマン素数
- 16127 - エマープ
- 16139 - 安全素数
- 16187 - 安全素数
- 16206 - 四角錐数[5]
- 16223 - 安全素数
- 16253 - ソフィー・ジェルマン素数
- 16269 - 八面体数[6]
- 16301 - ソフィー・ジェルマン素数
- 16310 - 不思議数[7]
- 16361 - 十進法における回文素数[3]
- 16384 = 214 [27]
- 16421 - ソフィー・ジェルマン素数
- 16447 - フリードマン数 ( - 1 + 64 + 47)
- 16487 - 安全素数
- 16493 - ソフィー・ジェルマン素数
- 16547 - 安全素数
- 16553 - ソフィー・ジェルマン素数
- 16561 - 十進法における回文素数[3]
- 16661 - 十進法における回文素数[3]
- 16673 - ソフィー・ジェルマン素数
- 16730 - 不思議数[7]
- 16796 - カタラン数[28]
- 16807 = 75 [29][30]
- 16811 - ソフィー・ジェルマン素数
- 16823 - ソフィー・ジェルマン素数
- 16840 - 最初から85個の素数の和
- 16843 - 最小のウォルステンホルム素数
- 16870 - 不思議数[7]
- 16883 - ソフィー・ジェルマン素数
- 16896 - 五角錐数[2]
- 16900 - 1302、どんな N > 9 に対する N 進法で16900と表記しても、16900は必ず平方数になる。これは {\displaystyle N^{4}+6\times N^{3}+9\times N^{2}=(N^{2}+3\times N^{})^{2}} が成り立つため
- 16931 - ソフィー・ジェルマン素数

### 17001 から 18000 までの整数
- 17027 - 安全素数
- 17159 - ソフィー・ジェルマン素数
- 17160 - 四連続積数
- 17163 - 異なる素数の2乗の和でない最大の数
- 17183 - ソフィー・ジェルマン素数
- 17272 - 不思議数[7]
- 17280 - 10×122。27と33と5の最小公倍数。10グレードグロス。
- 17291 - ソフィー・ジェルマン素数
- 17296 - 友愛数(17296, 18416)[31][12]
- 17327 - 安全素数
- 17333 - ソフィー・ジェルマン素数
- 17344 - 第1定義のカプレカ数[32]
- 17351 - ソフィー・ジェルマン素数
- 17387 - 安全素数
- 17424 - 1322
- 17471 - 十進法における回文素数[3]
- 17483 - 安全素数
- 17570 - 不思議数[7]
- 17575 - 四角錐数[5]
- 17576 = 263
- 17579 - ソフィー・ジェルマン素数
- 17669 - ソフィー・ジェルマン素数
- 17681 - ソフィー・ジェルマン素数
- 17711 - フィボナッチ数[13]
- 17888 - 32を基とする最小のハーシャッド数
- 17903 - 安全素数
- 17939 - ソフィー・ジェルマン素数かつ安全素数 (40番目)
- 17971 - 十進法における回文素数[3]
- 17981 - ソフィー・ジェルマン素数
- 17990 - 不思議数[7]
- 18000 - 24と32と53の最小公倍数。500回転。

### 18001 から 19000 までの整数
- 18010 - 八面体数[6]
- 18041 - ソフィー・ジェルマン素数、17番目の四つ子素数 (18041, 18043, 18047, 18049)
- 18059 - 安全素数
- 18119 - 安全素数
- 18131 - ソフィー・ジェルマン素数
- 18149 - ソフィー・ジェルマン素数
- 18181 - 十進法における回文素数[3]
- 18191 - ソフィー・ジェルマン素数
- 18225 = 1352、36 × 52、フリードマン数 (81 × 225)
- 18233 - ソフィー・ジェルマン素数
- 18341 - ソフィー・ジェルマン素数
- 18410 - 不思議数[7]
- 18416 - 友愛数(17296, 18416)[33][12]
- 18443 - ソフィー・ジェルマン素数かつ安全素数 (41番目)
- 18461 - ソフィー・ジェルマン素数
- 18481 - 十進法における回文素数
- 18496 = 13 + 23 + 33 + … + 163 、1から16の整数の3乗の和[16]
- 18513 - 五角錐数[2]
- 18587 - 安全素数
- 18600 - 調和数[34]
- 18620 - 調和数[34]
- 18731 - ソフィー・ジェルマン素数
- 18743 - 安全素数
- 18773 - ソフィー・ジェルマン素数
- 18803 - ソフィー・ジェルマン素数
- 18830 - 不思議数[7]
- 18839 - 安全素数
- 18899 - ソフィー・ジェルマン素数
- 18911, 18913, 18917, 18919 - 18番目の四つ子素数
- 18947 - 安全素数
- 18959 - 安全素数
- 18970 - 不思議数[7]

### 19001 から 19999 までの整数
- 19019 - 四角錐数[5]
- 19079 - 安全素数
- 19113 - 最初から90個の素数の和
- 19163 - ソフィー・ジェルマン素数
- 19259 - 安全素数
- 19301 - ソフィー・ジェルマン素数
- 19319 - ソフィー・ジェルマン素数
- 19373 - ソフィー・ジェルマン素数
- 19379 - 安全素数
- 19390 - 不思議数[7]
- 19391 - ソフィー・ジェルマン素数、十進法における回文素数
- 19421, 19423, 19427, 19429 - 19番目の四つ子素数
- 19433 - ソフィー・ジェルマン素数
- 19513 - トリボナッチ数[9]
- 19553 - ソフィー・ジェルマン素数
- 19559 - ソフィー・ジェルマン素数
- 19583 - 安全素数
- 19600 = 1402、三角錐数
- 19609 - 素数のギャップが50を超える最小の素数(19661 - 19609 = 52)
- 19661 - ソフィー・ジェルマン素数
- 19670 - 不思議数[7]
- 19683 = 3の累乗数、39 = 273 、[35][36] 立方数 [26]。三進法では 10100 = 1000000000(3)、九進法では 310 = 30000(9)。
- 19709 - ソフィー・ジェルマン素数
- 19751 - ソフィー・ジェルマン素数
- 19871 - 八面体数[6]
- 19889 - ソフィー・ジェルマン素数
- 19891 - 十進法における回文素数
- 19913 - ソフィー・ジェルマン素数
- 19919 - ソフィー・ジェルマン素数
- 19991 - ソフィー・ジェルマン素数、十進法における回文素数